# 克里斯蒂安·普利希奇
克里斯蒂安·马特·普利希奇（英語：Christian Mate Pulisic，克羅埃西亞語發音：[krǐstijan mǎːte pǔliʃitɕ]；1998年9月18日—）是一名美國職業足球員，目前效力於意甲俱樂部AC米蘭，並代表美國國家足球隊參加國際比賽。
2016年4月17日，普利希奇成為德甲史上最年輕進球的外籍球員，同月份也成為德甲史上連續兩輪入球的最年輕的球員。

## 早年與家族
普利希奇於賓夕法尼亞州的赫爾希鎮出生並長大，父親是在1990年代效力哈里斯堡熱火的室內足球運動員馬克·普利希奇。普利希奇在7歲時於英國北安普敦郡布萊克利生活了1年，並加入當地球會布拉克利鎮的青訓系統。
他的祖父出生於克羅地亞，因此他搬到德國時申請克羅地亞國籍，避免需要申請德國（或歐盟）工作簽證。克罗地亚国家队曾招揽他，但被婉拒。而普利希奇的堂弟威尔·普利希奇（Will Pulisic）同樣是一位足球員，曾入選美國U-17國家隊，司職守門員。

## 俱樂部生涯

### 多特蒙德

#### 2015–16

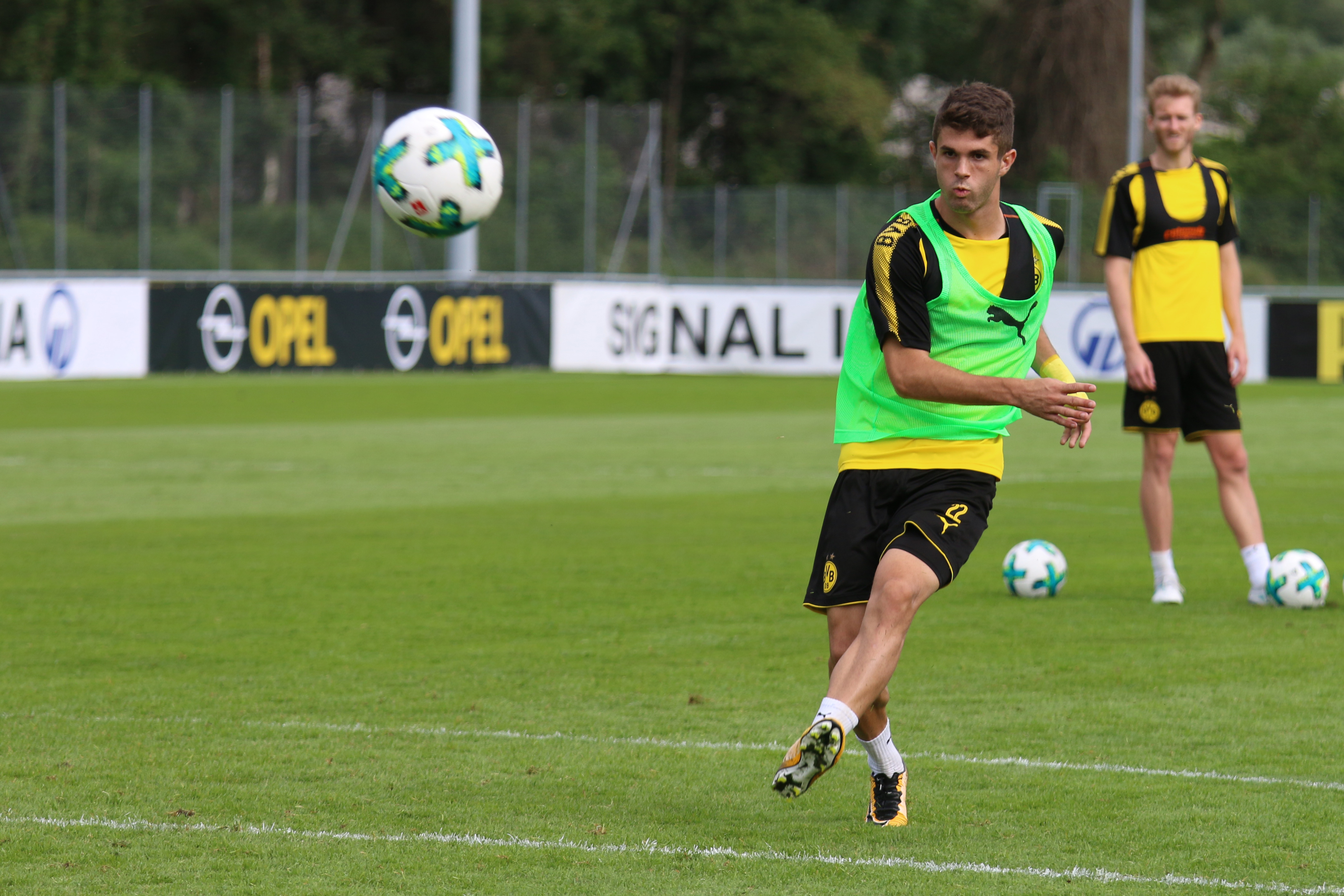
普利希奇在瑞士巴特拉加茨的多特蒙德訓練營內練習

2015年1月4日，多德蒙德與普利希奇簽約，並先讓他在U17隊比賽，之後在同年夏天把他提升至U19隊。在15場比賽攻入10球8助攻（U17隊攻入6球5助攻，U19隊攻入4球3助攻）後，普利希奇獲一隊邀請於寒假與他們一起訓練。
2016年1月冬歇期期間，普利希奇升入一線隊，並於下半場後備上陣2次，攻入1球1助攻。1月24日，即普利希奇於一線隊首次亮相後的第二天，他在對上柏林聯盟的友賽中第1次踢滿全場，並交出1球1助攻的成績表。6天後，普利希奇在對上因戈尔施塔特的比賽中首次在聯賽亮相，下半場替補阿德里安·拉莫斯上陣，該場比賽他們以2-0獲勝。另外在2月18日，普利希奇則在以2-0戰勝波圖的比賽中首次亮相歐戰賽場。
普利希奇在2016年4月10日的魯爾區德比上陣後，其教練托馬斯·圖赫爾評論他說：「普利希奇是第一年挑戰頂級聯賽，他只是個青少年，他首兩場先發上陣的德甲比賽是對勒沃庫森和今天的沙爾克04－兩隊皆非容易應付。這表示我們球隊欣賞普利希奇作為職業球員的表現，他在對上雲達不萊梅和利物浦的比賽中替補上陣都有著不錯的發揮。他最近狀態看來很好，今天的比賽亦如是。他未能在這種節奏和強度的比賽踢滿90分鐘，是一件十分正常的事」。7天後（4月17日），普利希奇射入他德甲的第1球，協助「大黃蜂」以3-0主場擊敗漢堡，而這一球也使他以17歲212天成為德甲史上最年輕的非德籍進球球員與第4年輕的進球球員。之後他在下一輪對上斯图加特的比賽中再射入1球，使他打破另一個德甲紀錄，以17歲218天成為連續兩輪入球的最年輕球員，另外普利希奇也在這場比賽獲得他職業生涯第1張黃牌。

### 2016–17
2016年國際冠軍盃多特蒙德對上曼城的比賽，普利希奇在下半場補時6分鐘「絕殺」對方，幫助球隊進入互射十二碼階段，但最後以5-6落敗。9月14日，他在對上華沙萊吉亞的歐冠比賽中上陣，成為多特蒙德史上最年輕的歐冠首秀球員。10日後，普利希奇在對上達斯泰特的比賽中打進了他16–17賽季的首個進球，同時也助攻2次。同月28日，他追平弗雷迪·阿杜和蘭頓·當奴雲的美國人歐冠上陣記錄，同時也助攻安德列·舒賀爾尼攻入「絕殺」一球，該場比賽多特蒙德以2–2戰平皇馬。10月22日，普利希奇在對上因戈尔施塔特的比賽中替補上場並做出1傳1射，助「大黃蜂」從3–1的瀕臨落敗變為3–3的和局。之後多特蒙德與其續約，直至2020年。
2017年3月8日，普利希奇在對上本菲卡的16強比賽中打進其首個歐聯進球，助球隊取得4–0的勝利，這球也讓他以18歲5月18天的年齡成為隊史最年輕的歐聯進球者。

### 切爾西
2019年1月2日，普利希奇以6400萬歐元的身價加盟切爾西，並隨即外借回多特蒙德讓他完成餘下的2018–19賽季賽事。
2019年10月26日，英超联赛第10轮，切尔西做客特夫莫尔球场4比2击败伯恩利，拿下各项赛事的7连胜，普利希奇于比赛中上演帽子戏法。本场比赛是普利希奇自8月底以来首次为切尔西首发出场，不仅收获了加盟球队以来首个处子球，并且完成左右脚及头球的完美帽子戏法，是自2010年的德罗巴之后，首位完成完美戴帽的蓝军球员。普利希奇以21岁38天的年龄打破了切尔西队史最年轻上演帽子戏法球员的纪录，同时，他成为自2012年邓普西以来，第二位在英超戴帽的美国球员。这也是切尔西自1997-98赛季以来，首次出现一个赛季有两个球员在客场比赛上演帽子戏法。
2020-21球季，普利西奇穿起切爾西的10號球衣。
2022年2月13日，切爾西在阿聯酋首都阿布扎比舉行的世界冠軍球會盃決賽，加時後以2-1挫南美洲代表彭美拉斯，普利希奇在該場比賽後備登場。

## 國家隊生涯
普利希奇於2013至2015年代表美國U15跟U17國家隊參賽。2013年他在U15國家隊短暫出賽10場，射入2球後升入U17國家隊。在升上美國國家隊前，普利希奇為U17國家隊上陣34次，射入20球，並曾在2015年U17世界盃作為隊長帶領美國隊出賽，同時交出1球3助攻的成績表。
2016年3月27日，普利希奇被美國國家隊教練尤爾根·克林斯曼召入國家隊。2天後，他在2018年世界盃資格賽對上瓜地馬拉的比賽中上演了處子秀，於81分鐘替補格拉漢姆·祖西上場，該場比賽他們以4-0大勝。
在之後的百年美洲盃，普利希奇亦被克林斯曼加進21人名單中。1星期後，他在美國主場對上玻利維亞的友賽中射入1球，使他成為美國國家足球隊史上最年輕的進球球員，該場比賽他們以4-0大勝。
2016年9月2日，普列錫於2018年世界盃外圍賽第四輪對上聖文森特和格林納丁斯的比賽中梅開二度並助攻1次，助球隊以6-0大勝。這讓他成為美國國家隊史上最年輕的世界盃外圍賽進球和梅開二度的球員。而在之後對上千里達及托巴哥的比賽中他則成為美國國家隊史上最年輕的正選球員。
2022年11月卡塔爾世界盃，美國國家隊在十六強中1比3負於荷蘭。普列錫在該屆賽事中出場4次。

## 生涯數據
最後更新：2018年2月26日
| 俱樂部   | 賽季     | 聯賽     | 聯賽 | 聯賽 | 國家盃賽 | 國家盃賽 | 聯賽盃 | 聯賽盃 | 洲際賽 | 洲際賽 | 其他 | 其他 | 合計 | 合計 |
| 俱樂部   | 賽季     | 聯賽     | 上陣 | 進球 | 上陣     | 進球     | 上陣   | 進球   | 上陣   | 進球   | 上陣 | 進球 | 上陣 | 進球 |
| -------- | -------- | -------- | ---- | ---- | -------- | -------- | ------ | ------ | ------ | ------ | ---- | ---- | ---- | ---- |
| 多特蒙德 | 2015–16  | 德甲     | 9    | 2    | 0        | 0        | —      | —      | 3      | 0      | —    | —    | 12   | 2    |
| 多特蒙德 | 2016–17  | 德甲     | 29   | 3    | 4        | 1        | —      | —      | 10     | 1      | —    | —    | 43   | 5    |
| 多特蒙德 | 2017–18  | 德甲     | 32   | 4    | 1        | 0        | —      | —      | 8      | 0      | 1    | 1    | 42   | 5    |
| 多特蒙德 | 2018–19  | 德甲     | 20   | 4    | 3        | 2        | —      | —      | 7      | 1      | —    | —    | 30   | 7    |
| 多特蒙德 | 總計     | 總計     | 90   | 13   | 8        | 3        | —      | —      | 28     | 2      | 1    | 1    | 127  | 19   |
| 切爾西   | 2019-20  | 英超     | 25   | 9    | 2        | 1        | 2      | 0      | 4      | 1      | 1    | 0    | 34   | 11   |
| 切爾西   | 2020-21  | 英超     | 27   | 4    | 6        | 0        | 0      | 0      | 10     | 2      | —    | —    | 43   | 6    |
| 切爾西   | 2021-22  | 英超     | 22   | 6    | 4        | 0        | 3      | 0      | 7      | 2      | 2    | 0    | 38   | 8    |
| 切爾西   | 2022-23  | 英超     | 24   | 1    | 0        | 0        | 1      | 0      | 5      | 0      | —    | —    | 30   | 1    |
| 切爾西   | 總計     | 總計     | 98   | 20   | 12       | 1        | 6      | 0      | 26     | 5      | 3    | 0    | 145  | 26   |
| 生涯總計 | 生涯總計 | 生涯總計 | 188  | 33   | 20       | 4        | 6      | 0      | 54     | 7      | 4    | 1    | 272  | 45   |

1. ↑  於歐霸盃上陣。
2. 1 2 3 4 5 6  於歐聯上陣。
3. ↑  其中五場歐聯，三場歐霸盃
4. ↑  於德國超級盃上陣
5. ↑  於歐洲超級盃上陣
6. ↑  其中一場歐洲超級盃，一場世冠盃

### 國家隊
最後更新：2023年6月18日
| 國家隊 | 年份 | 上陣 | 進球 |
| ------ | ---- | ---- | ---- |
| 美国   | 2016 | 11   | 3    |
| 美国   | 2017 | 9    | 6    |
| 美国   | 2018 | 3    | 0    |
| 美国   | 2019 | 11   | 5    |
| 美国   | 2021 | 8    | 3    |
| 美国   | 2022 | 14   | 5    |
| 美国   | 2023 | 4    | 3    |
| 總計   | 總計 | 45   | 18   |

### 國家隊進球
最後更新：2022年2月2日
| 進球 | 日期           | 場館                                       | 對手           | 比分 | 結果 | 賽事                                    |
| ---- | -------------- | ------------------------------------------ | -------------- | ---- | ---- | --------------------------------------- |
| 1    | 2016年5月28日  | 美國堪薩斯州堪薩斯城兒童慈善公園球場       | 玻利维亚       | 4–0  | 4-0  | 友賽                                    |
| 2    | 2016年9月2日   | 圣文森特和格林纳丁斯京斯敦阿爾諾斯谷體育場 |                | 4–0  | 6–0  | 2018世界盃外圍賽                        |
| 3    | 2016年9月2日   | 圣文森特和格林纳丁斯京斯敦阿爾諾斯谷體育場 | 6–0            |      | 6–0  | 2018世界盃外圍賽                        |
| 4    | 2017年3月24日  | 美國加州聖荷西亞美亞球場                   |                | 4–0  | 6–0  | 2018世界盃外圍賽                        |
| 5    | 2017年6月3日   | 美國猶他州桑迪力拓球場                     | 委內瑞拉       | 1–1  | 1–1  | 友賽                                    |
| 6    | 2017年6月8日   | 美國科羅拉多州丹佛迪克體育公園球場         | 千里達及托巴哥 | 1–0  | 2–0  | 2018世界盃外圍賽                        |
| 7    | 2017年6月8日   | 美國科羅拉多州丹佛迪克體育公園球場         | 千里達及托巴哥 | 2–0  | 2–0  | 2018世界盃外圍賽                        |
| 8    | 2017年10月6日  | 美國佛羅里達州奧蘭多城體育場               | 巴拿马         | 1–0  | 4–0  | 2018世界盃外圍賽                        |
| 9    | 2017年10月10日 | 千里達及托巴哥庫瓦阿托博爾頓體育場         | 千里達及托巴哥 | 1–2  | 1–2  | 2018世界盃外圍賽                        |
| 10   | 2019年3月26日  | 美國德克薩斯州休斯頓西班牙外換銀行體育場   | 智利           | 1–0  | 1–1  | 友賽                                    |
| 11   | 2019年6月22日  | 美國俄亥俄州克里夫蘭體育場                 | 千里達及托巴哥 | 4–0  | 6–0  | 2019年美洲金盃                          |
| 12   | 2019年7月3日   | 美國田納西州納什維爾日產體育場             | 牙买加         | 2–0  | 3–1  | 2019年美洲金盃                          |
| 13   | 2019年7月3日   | 美國田納西州納什維爾日產體育場             | 牙买加         | 3–1  | 3–1  | 2019年美洲金盃                          |
| 14   | 2019年10月11日 | 美國華盛頓哥倫比亞特區奧迪球場             | 古巴           | 7–0  | 7–0  | 2019–20年中北美洲及加勒比海國家聯賽A    |
| 15   | 2021年3月28日  | 北愛爾蘭貝爾法斯特溫莎公園                 | 北爱尔兰       | 2–0  | 2–1  | 友誼賽                                  |
| 16   | 2021年6月6日   | 美國丹佛哩高球場                           | 墨西哥         | 3–2  | 3–2  | 2019–20年中北美洲及加勒比海國家聯賽決賽 |
| 17   | 2021年11月12日 | 美國明尼蘇達州聖保羅TQL體育場              | 墨西哥         | 1–0  | 2–0  | 2022年世界盃外圍賽                      |
| 18   | 2022年2月2日   | 美國辛辛那提安聯體育場                     |                | 3–0  | 3–0  | 2022年世界盃外圍賽                      |

## 榮譽

### 球會
多特蒙德
- 德國盃：2016–17

 切尔西
- 欧洲冠军联赛冠軍：2020–21[47]
- 歐洲超級盃冠軍：2021年[48]
- 国际足联俱乐部世界杯冠軍：2021年

AC米蘭
- 義大利超級盃冠軍：2024

### 國家隊
美國
- 中北美洲及加勒比海國家聯賽 冠軍：2019–20[49]

### 個人
- 美國足球年度最佳青年運動員：2016[50]
- 歐洲冠軍聯賽最佳進步陣容：2016[51]
- 美國足球年度最佳運動員：2017
- 切尔西中国球迷票选最佳球员：2020   [52]

## 外部連結
- 足球数据库：克里斯蒂安·普利希奇的球员统计数据
- Soccerway資料庫：克里斯蒂安·普利希奇